# Rača (Bośnia i Hercegowina)
Rača (cyr. Рача) – wieś w Bośni i Hercegowinie, w Republice Serbskiej, w gminie Vlasenica. W 2013 roku liczyła 56 mieszkańców.